# Gustavo Caballero
Gustavo Rubén Caballero González (ur. 21 września 2001 w San Lorenzo) – paragwajski piłkarz występujący na pozycji skrzydłowego, od 2024 roku zawodnik Nacionalu.